# Хичкок (филм)
„Хичкок“ (на английски: Hitchcock) е американски биографичен драматичен филм от 2012 г. на режисьора Саша Джервази. Сценарият, написан от Джон МакЛафлин, е базиран на книгата „Alfred Hitchcock and the Making of Psycho“ на Стивън Ребело.

## Актьорски състав
- Антъни Хопкинс – Алфред Хичкок
- Хелън Мирън – Алма Ревил
- Скарлет Йохансон – Джанет Лий
- Дани Хюстън – Уитфилд Кук
- Тони Колет – Пеги Робъртсън
- Майкъл Стълбарг – Лю Васерман
- Майкъл Уинкот – Ед Гин
- Джесика Бийл – Вера Майлс
- Джеймс Д'Арси – Антъни Пъркинс
- Ричард Портноу – Барни Балабан
- Къртууд Смит – Джефри Шърлок
- Ралф Мачио – Джоузеф Стефано

## Награди и номинации
| Категория                              | Номиниран(и)                | Резултат                    |
| Оскар (24 февруари 2013 г.)            | Оскар (24 февруари 2013 г.) | Оскар (24 февруари 2013 г.) |
| -------------------------------------- | --------------------------- | --------------------------- |
| Най-добър грим и прически              | Най-добър грим и прически   | номинация                   |
| Награда на БАФТА (10 февруари 2013 г.) |                             |                             |
| Най-добър грим и прически              | Най-добър грим и прически   | номинация                   |
| Най-добра актриса в главна роля        | Хелън Мирън                 | номинация                   |
| Златен глобус (13 януари 2013 г.)      |                             |                             |
| Най-добра актриса в драматичен филм    | Хелън Мирън                 | номинация                   |
| Сатурн (26 юни 2013 г.)                |                             |                             |
| Най-добър независим филм               | Най-добър независим филм    | номинация                   |
| Най-добър грим                         | Най-добър грим              | номинация                   |
| Най-добра актриса                      | Хелън Мирън                 | номинация                   |